# سوريش شاندرا تيواري
سوريش شاندرا تيواري هو سياسي هندي، ولد في 3 نوفمبر 1956 في لكهنؤ في الهند. نشط حزبياً في حزب بهاراتيا جاناتا.